# Résistance en Lettonie pendant la Seconde Guerre mondiale
De nombreux Lettons ont résisté à l'occupation de la Lettonie par l'Allemagne nazie. Le mouvement de résistance letton était divisé entre les unités indépendantistes du Conseil central letton et les unités pro-soviétiques de l'état-major central du mouvement partisan à Moscou. Daugavpils a été le théâtre d'une résistance juive féroce pendant la Shoah. De nombreux Lettons locaux étaient activement impliqués dans le mouvement de résistance contre les politiques ethniques du régime d'occupation allemand. Žanis Lipke a risqué sa vie pour sauver plus de 50 juifs. 134 Lettons ont ensuite été honorés du titre de Juste parmi les nations. 

## Mouvements de résistance nationale
Les cercles civiques en Lettonie étaient insatisfaits du régime d'occupation allemand et complotaient secrètement pour rétablir la démocratie. Il y avait beaucoup de petits groupes clandestins des mouvements de résistance nationale concentrés sur la restauration de l'indépendance de la Lettonie comme l'Union nationaliste lettone, le Conseil national letton, l'Union des officiers, les organisations « Les gardes lettons », « Les nouveaux régiments », « La Lettonie libre », « L'organisation Latvian Hawk » et autres. L'organisation nationaliste radicale « Thundercross » s'est alliée aux Allemands dans les premiers mois après l'invasion, mais lorsqu'elle a été réprimée par les Allemands, elle a de nouveau déclenché une résistance clandestine. 
Le 13 août 1943, les membres des quatre plus grands partis politiques lettons ont fondé le Conseil central letton. Il a publié les publications interdites Jaunā Latvija (Nouvelle-Lettonie) et Neatkarīgā Latvija (Lettonie indépendante). Les périodiques ont propagé l'idée de renouveler la démocratie en Lettonie après la guerre. 

### Kureliens
Le Conseil central letton a réussi à former sa propre unité militaire, déguisée en unité de Home Guard, commandée par le général Jānis Kurelis ; les hommes étaient populairement connus sous le nom de Kureliens (letton : Kurelieši). L'unité a été organisée le 28 juillet 1944 par une directive de Veide, l'administrateur du canton de Riga, dans le but officiellement avoué de combattre les partisans soviétiques qui avaient récemment été largués par des parachutes en grand nombre, et pour la formation de Lettons soutenus par l'Allemagne des groupes partisans qui opéreraient dans les régions lettones occupées par les Soviétiques. 
La taille des Kureliens est incertaine. Les estimations varient de 1 200 à 16 000, tandis que les Allemands ont appris que le groupe ne comptait que 500 hommes. Les bénévoles ont été attirés par le bouche à oreille. Les Kureliens s'attendaient finalement à combattre à la fois les Soviétiques et les Nazis et à rester en Lettonie en tant que partisans nationalistes si les Allemands se retiraient, ou même à détenir une partie de la Lettonie jusqu'à l'arrivée des secours des Alliés occidentaux. Le 23 septembre, les Kureliens se sont retirés à travers Riga vers le nord de la Courlande, laissant derrière eux un groupe de 150 hommes pour opérer dans l'arrière soviétique. Les Kureliens ont aidé les « actions de bateau » du Conseil central letton vers la Suède et ont établi des contacts radio avec la Suède. 
Le 14 novembre, les Allemands ont encerclé et désarmé les Kureliens. Sept de leurs officiers (dont Upelnieks, membre du comité militaire du Conseil central letton clandestin) ont été condamnés à mort par un tribunal militaire nazi et abattus à Liepāja le 19 novembre. Un bataillon Kurelien commandé par le lieutenant Rubenis a combattu les Allemands pendant trois jours et a été anéanti ; Rubenis est tombé lors d'une contre-attaque lettone essayant de percer l'encerclement allemand mais certains des Kureliens se sont échappés. Le général Kurelis est déporté en Allemagne et 545 de ses hommes envoyés au camp de concentration du Stutthof. 

## Partisans soviétiques
Les combats armés derrière les lignes de front allemandes ont été menés par les soldats des unités de l'Armée rouge : les divisions soviétiques de tirailleurs lettons et les gardes du peuple. L'activité a repris en 1942, un an après la première guerre d'hiver, mais le véritable travail des partisans en Lettonie n'a commencé qu'en 1943 après que le groupe d'armées allemand B a calé à Stalingrad et Koursk. Le régiment partisan « To padomju Latviju » a été organisé et a commencé à s'entraîner en juin 1942 à Leningrad, et Staraya Russa. Trois petites unités partisanes lettonnes (environ 200 hommes) se sont dirigées vers la Lettonie. Le 7 juillet, le régiment atteint la région lettone de Kārsava, mais les Allemands les trouvèrent et les dispersèrent avec de grandes pertes et seuls plusieurs partisans s'échappèrent. La prochaine unité partisane a été formée en septembre 1942 par Moscou à partir de volontaires de la 201e division lettone de fusiliers et du régiment partisan letton « Par Padomju Latviju ». Le commandant était Vilis Samsons . Ce régiment partisan a commencé à combattre à l'est de la frontière lettone et ce n'est qu'à l'hiver 1943 qu'il a commencé à combattre en Lettonie. En mars, cette unité a été renommée Brigade des partisans lettons.  À partir de janvier 1943, les Partisans rouges de Lettonie étaient directement subordonnés au siège central de Moscou sous la direction d'Arturs Sproģis . Un autre commandant éminent était Vilis Samsons, qui deviendra plus tard historien. Au total, la Lettonie comptait 24 unités partisanes, ainsi que 33 petits groupes. De mars 1944 à juillet, ils ont formé 4 brigades partisanes: la 1re brigade avec environ 3 000 hommes (commandant V. Samsons), combattant dans le nord et le nord-est de la Lettonie ; la 2e Brigade (environ 1 500 hommes, commandant P. Ratins) combattant dans le centre de la Lettonie ; la 3e Brigade (environ 500 hommes, commandant Otomars Oškalns) combattant à Zemgale, avec la 4e Brigade, comprenant également environ 500 hommes. La brigade partisane de Leningrad, qui se composait uniquement de Russes (commandant M. Klementyev) a combattu autour du lac Lubans. En 1944 et 1945, à Courlande, ils formèrent de nombreuses unités partisanes (2 à 12 hommes chacune) qui, bien que petites, étaient très actives. Les partisans rouges lettons ont subi de grandes pertes, et beaucoup de petits groupes ont été complètement éliminés. Le mouvement partisan rouge en Lettonie a pris fin en octobre 1944.

## Après la Seconde Guerre mondiale
Après la fin de la Seconde Guerre mondiale, la résistance s'est poursuivie contre le régime soviétique. De 1945 à 1956, environ 40 000 étaient impliqués dans le mouvement national de résistance partisane. 
Dans les années 1990, l'ancien partisan soviétique Vassili Kononov (en) a été accusé de crimes de guerre. 